# Kurnos Pierwszy
Kurnos Pierwszy (prononciation [ˈkurnɔs ˈpʲɛrfʂɨ]) est un village de la gmina de Bełchatów, du powiat de Bełchatów, dans la voïvodie de Łódź, situé dans le centre de la Pologne.
Il se situe à environ 6 kilomètres au sud-ouest de Bełchatów (siège de la gmina et du powiat) et 52 kilomètres au sud de Łódź (capitale de la voïvodie).
Sa population s'élevait à 243 habitants en 2006.

## Administration
De 1975 à 1998, le village est attaché administrativement à l'ancienne voïvodie de Piotrków.

Depuis 1999, il fait partie de la nouvelle voïvodie de Łódź.